# 穆斯特韦 (市镇)
穆斯特韦是爱沙尼亚約格瓦縣的一个乡村型市镇，位于佩普西湖（楚德湖）的西北岸。行政中心为穆斯特韦。市镇面积为616平方公里，人口数量为5,318人（2021年）。

## 行政管理
2017年爱沙尼亚行政改革后，原穆斯特韦市、卡塞佩市镇、薩雷市镇、原东维鲁县的阿維努爾梅市镇和洛胡蘇市镇，以及托爾馬市镇的一个村庄（Võtikvere）合并成立为穆斯特韦市镇。
穆斯特韦市镇包括非独立市穆斯特韦、两个小镇和56个村庄。